# Provenchère, Doubs
Provenchère är en kommun i departementet Doubs i regionen Bourgogne-Franche-Comté i östra Frankrike. Kommunen ligger i kantonen Maîche som tillhör arrondissementet Montbéliard. År 2022 hade Provenchère 139 invånare.

## Befolkningsutveckling
Antalet invånare i kommunen Provenchère
Referens:INSEE